# Mercedes Sicardo
María de las Mercedes Sicardo Carderera (Madrid, 24 de septiembre de 1927 - San Juan, 27 de abril de 2018) fue un actriz hispano-portorriqueña conocida por su participación en muchas telenovelas de Puerto Rico.

## Biografía
Sicardo era la hija menor de tres hermanas de un soldado portorriqueño José Sicardo, que fue coronel en el ejército español y de su madre, llamada Mariana Carderera. Durante la Guerra Civil, y dado que el Coronel era anti franquista, su familia decidió emigrar a Puerto Rico tras el ascenso de Francisco Franco al poder en el país del sur de Europa.
El viaje a Puerto Rico fue largo y arduo para la familia Sicardo-Carderera. Primero tuvieron que hacer escala en Alicante, donde residieron un tiempo hasta que abordaron un barco rumbo al Caribe, llegando primero a la isla francesa de Guadalupe, antes de llegar a su destino final, Puerto Rico, el 25 de mayo de 1940. En su nuevo país, la joven Sicardo conoció a René Marques, y pronto su nueva amiga la invitó a formar parte del Ateneo Puertorriqueño, donde comenzó su carrera como actriz.

## Carrera
Sicardo se consolidó rápidamente como una actriz destacada en el país caribeño. Para 1950, comenzó una prolífica carrera teatral, participando en obras como Tres Hermanas, Río Abajo y Las Espigas Miran al Cielo, entre otras.
Pronto, la televisión debutó en Puerto Rico, y Sicardo se familiarizó con el público puertorriqueño de fuera de San Juan gracias a este nuevo medio. Su fama despegó al actuar en telenovelas como "Lucecita", "Esa Mujer" y "Juan de Dios".
Más adelante, ya mayor, Sicardo mantuvo una prolífica trayectoria actoral, apareciendo en numerosas telenovelas de canal 2, como Cristina Bazán, Tanairi y otras. También trabajó en numerosas producciones de telenovelas de canal 4, como Yo sé que mentía junto a Daniel Guerrero e Iris Chacón, y Vivir para ti, junto a Pablo Alarcón y Camille Carrión, entre otros. También participó en la coproducción entre México y Puerto Rico Modelos S.A.. Con la edad, Sicardo comenzó a interpretar papeles de abuela en estas telenovelas.

## Vida privada
Sicardo se casó con el actor José Luis Marrero el 1 de mayo de 1961, con el que estuvo casado hasta su muerte en 2009.

## Muerte
Fue enterrada en el cementerio Santa María Magdalena de Pazzis. El gobernador puertorriqueño Ricardo Rosselló declaró un día de luto para conmemorar su muerte.